# Rowan Williams
Rowan Douglas Williams, baron Williams of Oystermouth, född 14 juni 1950 i Swansea, är en brittisk teolog och poet som var ärkebiskop av Canterbury och därmed Engelska kyrkans primas från 2002 till 2012. Han har också varit biskop av Monmouth och ärkebiskop i Kyrkan i Wales. Han var aktiv i The Jubilee Group, en 1974 grundad kristet socialistisk organisation. Williams vigde prins William och Kate Middleton den 29 april 2011.
I januari 2013 tillträdde han som föreståndare (master) för Magdalene College i Cambridge, samt erhöll pärsvärdighet med plats i parlamentets överhus och titeln baron.